# 崖樱桃
崖樱桃（学名：Cerasus scopulorum）是蔷薇科樱属的植物，是中国的特有植物。分布于中国大陆的甘肃、贵州、湖北、陕西、四川等地，生长于海拔700米至1,200米的地区，常生长在山谷林中，目前尚未由人工引种栽培。

## 异名
- Prunus scopulorum Koehne